# Witalij Kochanowski
Witalij Ołeksandrowycz Kochanowski, ukr. Віталій Олександрович Кохановський, ros. Виталий Александрович Кохановский, Witalij Aleksandrowicz Kochanowski (ur. 14 września 1937, w Kijowie, Ukraińska SRR, zm. 2006 tamże) – ukraiński piłkarz, grający na pozycji obrońcy lub pomocnika, trener piłkarski.

## Kariera piłkarska
Wychowanek Futbolowej Szkoły Młodzieżowej w Kijowie. W 1956 rozpoczął karierę piłkarską w FSzM Kijów. W 1957 przeniósł się do zespołu Oktiabrskogo rejonu Kijowa. W 1958 został zaproszony do Łokomotywu Winnica, w którym zakończył karierę piłkarza w roku 1964.

## Kariera trenerska
Po zakończeniu kariery piłkarskiej rozpoczął pracę szkoleniowca. W 1964 i 1968-1969 pomagał trenować Łokomotyw Winnica. W lipcu 1969 został mianowany na stanowisko głównego trenera winnickiego klubu, którym kierował do końca roku. W latach 1977–1978 prowadził Frunzeneć Sumy.
W 2006 zmarł w wieku 69 lat.

## Sukcesy i odznaczenia

### Sukcesy piłkarskie
Łokomotyw Winnica
- mistrz Ukraińskiej SRR: 1964
- wicemistrz Ukraińskiej SRR: 1963
- brązowy medalista Mistrzostw Ukraińskiej SRR: 1960, 1961
- mistrz Wtoroj ligi ZSRR: 1959 (4 strefa Klasy B), 1964 (2 ukraińska strefa Klasy B)